# Dolichamphilius longiceps
Dolichamphilius longiceps és una espècie de peix de la família dels amfílids i de l'ordre dels siluriformes.

## Morfologia
- Els mascles poden assolir 4,2 cm de longitud total.
- Nombre de vèrtebres: 40.[1]

## Hàbitat
És un peix d'aigua dolça i de clima tropical.

## Distribució geogràfica
Es troba a Àfrica: riu Lualaba (a prop de Kisangani, República Democràtica del Congo).